# البجورية
البجورية هي إحدى القرى المحتلة والمدمرة التابعة لمركز فيق التابع لمحافظة القنيطرة في هضبة الجولان بجنوب غرب سوريا.
تتبع ناحية قرى ومركز منطقة فيق، محافظة القنيطرة وكان يقطنها 335 نسمة عام 1967 وترتفع 447 م.
تقع في أرض بركانية منبسطة، تكثر فيها الينابيع والمسيلات منها : مسيل الكباش، ومسيل بيارة البجورية إلى الشمال الشرقي من مدينة فيق ب16 كم. بنيت القرية الجديدة على أطلال خربة قديمة، عُثر في شمالها على بقايا أبنية قديمة وجدران ودمجت بالأبنية الحيّة وعُثر حول القرية على قطع قديمة وأدوات حجرية وفخار من العهدين الروماني والبيزنطي، وهناك مقبرة تضم عدداً من القبور والألواح الحجرية بكثرة من مواقع أثرية، تحيط بها أسوار حجرية كبيرة على شكل مستطيل. عرفت البجوريّة بزراعة الحبوب والبقول بعلاً، وبتربية الأغنام والأبقار.